# Xarxes neuronals acoblades a polsos
Les xarxes acoblades a pols o xarxes neuronals acoblades a polsos (amb acrònim anglès PCNN) són models neuronals proposats modelant l'escorça visual d'un gat i desenvolupats per al processament d'imatges biomimètics d'alt rendiment.
El 1989, Eckhorn va introduir un model neuronal per emular el mecanisme de l'escorça visual del gat. El model d'Eckhorn va proporcionar una eina senzilla i eficaç per estudiar l'escorça visual dels petits mamífers, i aviat es va reconèixer que tenia un potencial d'aplicació important en el processament d'imatges.
El 1994, Johnson va adaptar el model d'Eckhorn a un algorisme de processament d'imatges, anomenant aquest algorisme una xarxa neuronal acoblada per pols. Durant l'última dècada, els PCNN s'han utilitzat en una varietat d'aplicacions de processament d'imatges, com ara: segmentació d'imatges, generació de característiques, extracció de cares, detecció de moviment, creixement de regions i reducció de soroll.
La propietat bàsica del model de camp d'enllaç (LFM) d'Eckhorn és el terme d'acoblament. LFM és una modulació de l'entrada primària mitjançant un factor de compensació esbiaixat impulsat per l'entrada d'enllaç. Aquests impulsen una variable llindar que decau a partir d'un valor inicial alt. Quan el llindar baixa per sota de zero, es restableix a un valor alt i el procés torna a començar. Això és diferent del model neural estàndard d'integració i activació, que acumula l'entrada fins que passa un límit superior i efectivament "escurça" per provocar el pols.
LFM utilitza aquesta diferència per mantenir ràfegues de pols, cosa que el model estàndard no fa a nivell d'una sola neurona. És valuós entendre, però, que una anàlisi detallada del model estàndard ha d'incloure un terme de derivació, a causa del nivell de voltatges flotants en el/s compartiment/s dendrítics, i al seu torn això provoca un efecte de modulació múltiple elegant que permet un veritable xarxa d'ordre superior (HON). El processament d'imatge de pols multidimensional de dades d'estructura química mitjançant PCNN ha estat discutit per Kinser, et al.
Una PCNN és una xarxa neuronal bidimensional. Cada neurona de la xarxa correspon a un píxel en una imatge d'entrada, rebent la informació de color del píxel corresponent (per exemple, la intensitat) com a estímul extern. Cada neurona també es connecta amb les neurones veïnes, rebent estímuls locals d'elles. Els estímuls externs i locals es combinen en un sistema d'activació interna, que acumula els estímuls fins que supera un llindar dinàmic, donant lloc a una sortida de pols. Mitjançant la computació iterativa, les neurones PCNN produeixen sèries temporals de sortides de polsos. La sèrie temporal de sortides d'impulsos conté informació d'imatges d'entrada i es pot utilitzar per a diverses aplicacions de processament d'imatges, com ara la segmentació d'imatges i la generació de característiques. En comparació amb els mitjans convencionals de processament d'imatges, els PCNN tenen diversos mèrits importants, com ara la robustesa contra el soroll, la independència de les variacions geomètriques en els patrons d'entrada, la capacitat de salvar les variacions d'intensitat menors en els patrons d'entrada, etc.